# Silvia Valsecchi
Silvia Valsecchi (* 19. Juli 1982 in Lecco) ist eine ehemalige italienische Radrennfahrerin, die auf Bahn und Straße startete.

## Sportliche Laufbahn
Seit 2003 ist Silvia Valsecchi als Radsportlerin international aktiv. 2006 wurde sie erstmals italienische Meisterin im Einzelzeitfahren, ein Erfolg, den sie 2015 wiederholen konnte. Nationale Meisterin wurde sie auch in verschiedenen Disziplinen auf der Bahn. 2014 belegte die Mannschaft von BePink mit Valsecchi den dritten Platz im Mannschaftszeitfahren der Straßenweltmeisterschaften.
2016 wurde Valsecchi für den Start in der Mannschaftsverfolgung bei den Olympischen Spielen in Rio de Janeiro nominiert. Gemeinsam mit Beatrice Bartelloni, Simona Frapporti, Tatiana Guderzo und Francesca Pattaro belegte sie Rang sechs. Später im Jahr wurde die italienische Mannschaft mit Valsecchi, Elisa Balsamo, Pattaro, Guderzo und Frapporti Europameisterin in der Mannschaftsverfolgung.
Bei den UCI-Bahn-Weltmeisterschaften 2018 in Apeldoorn errang der italienische Frauen-Vierer mit Valsecchi, Letizia Paternoster, Tatiana Guderzo und Elisa Balsamo die Bronzemedaille und bei den Europameisterschaften im selben Jahr Bronze. Bei den UEC-Bahn-Europameisterschaften 2020 gewann sie Bronze in der Einerverfolgung. Auf der Straße belegte sie bei den UEC-Straßen-Europameisterschaften 2019 mit Vittoria Guazzini, Elisa Longo Borghini, Edoardo Affini, Davide Martinelli und Manuele Boaro Rang drei in der Mixed-Staffel.
Zum Ende der Saison 2021 beendete Silvia Valsecchi ihre aktive Radsportlaufbahn.

## Erfolge

### Straße
2006
- Italienische Meisterin – Einzelzeitfahren

2012
- eine Etappe Vuelta Ciclista Femenina a el Salvador

2013
- Mannschaftszeitfahren Vuelta Ciclista Femenina a el Salvador
- Grand Prix El Salvador

2014
- Weltmeisterschaft – Mannschaftszeitfahren (mit Alena Amjaljussik, Simona Frapporti, Doris Schweizer, Alison Tetrick und Susanna Zorzi)

2015
- Italienische Meisterin – Einzelzeitfahren

2016
- eine Etappe Tour de Bretagne Féminin

2017
- Mannschaftszeitfahren Setmana Ciclista Valenciana
- eine Etappe Tour Cycliste Féminin International de l’Ardèche

2019
- Europameisterschaft – Mixed-Staffel

### Bahn
2011
- Italienische Meisterin – Einerverfolgung, Mannschaftsverfolgung (mit Simona Frapporti und Gloria Presti)

2013
- Italienische Meisterin – Teamsprint (mit Simona Frapporti)

2013
- Italienische Meisterin – Einerverfolgung

2016
- Europameisterin – Mannschaftsverfolgung (mit Elisa Balsamo, Francesca Pattaro, Tatiana Guderzo und Simona Frapporti)

2017
- Bahnrad-Weltcup in Pruszków – Mannschaftsverfolgung (mit Elisa Balsamo, Francesca Pattaro und Tatiana Guderzo)
- Europameisterin – Mannschaftsverfolgung (mit Elisa Balsamo, Letizia Paternoster und Tatiana Guderzo)
- Europameisterschaft – Einerverfolgung

2018
- Weltmeisterschaft – Mannschaftsverfolgung (mit Tatiana Guderzo, Letizia Paternoster und Elisa Balsamo)
- Europameisterschaft – Mannschaftsverfolgung (mit Letizia Paternoster, Marta Cavalli und Elisa Balsamo)

2020
- Europameisterschaft – Einerverfolgung